# 候任行政長官辦公室

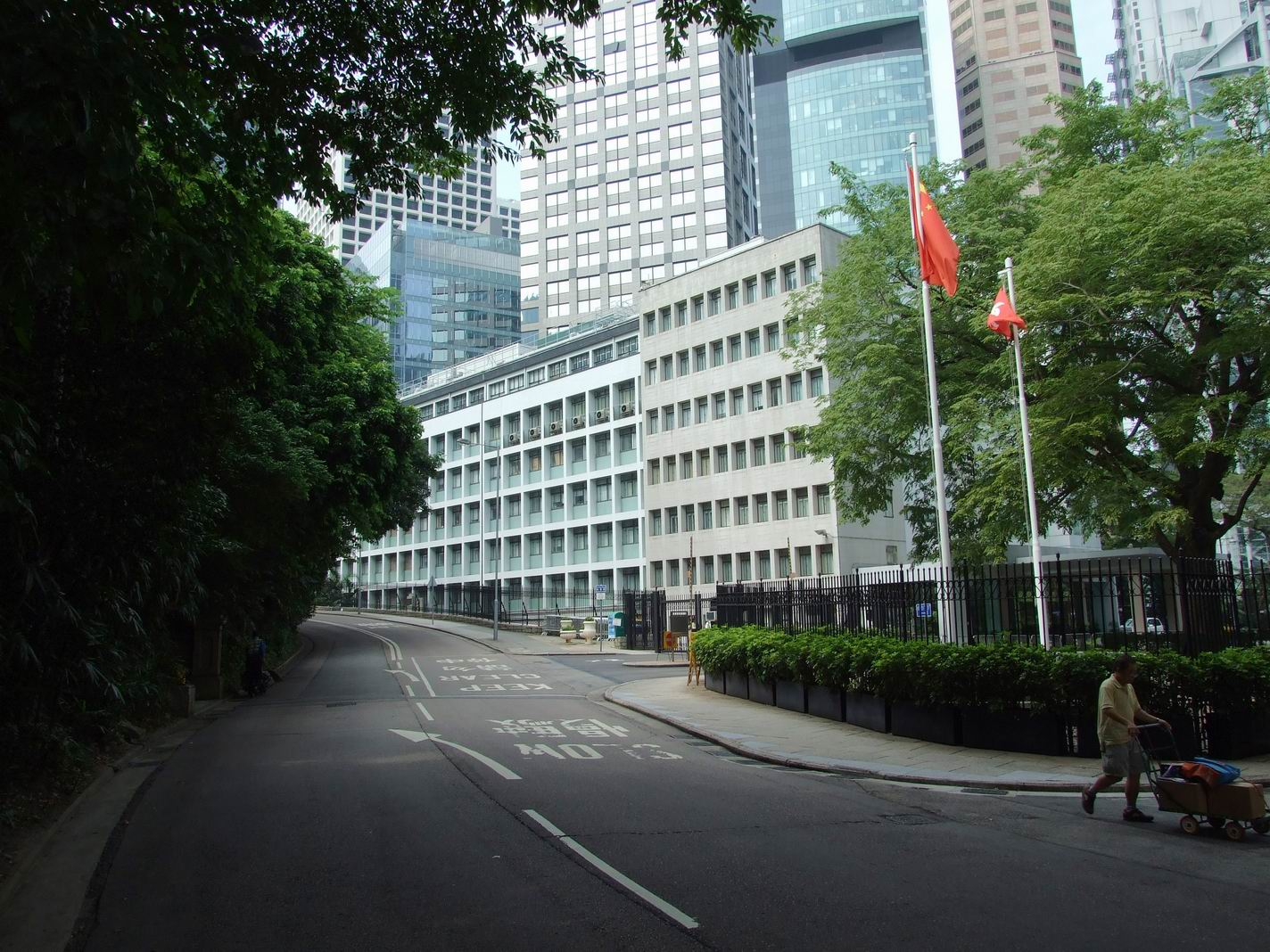
在2012年，候任行政長官辦公室位於中區政府合署西座12樓

候任行政長官辦公室（英語：Office of the Chief Executive-elect；簡稱候任特首辦）是為香港特別行政區候任行政長官而設的一個臨時辦公室，為準備政府換屆時交接順利為主要目的。

## 歷史
董建華於1996年12月11日當選第一屆香港行政長官，他於當選後在香港政府協助下於1997年1月借調73名香港公務員及非從政府內部借調14人於灣仔設立「香港特別行政區行政長官辦公室」，孫明揚及羅范椒芬分別出任該辦公室政策統籌局局長及辦公室主任，以便籌組香港特別行政區成立前如主持香港行政會議、提交至臨時立法會而制定法案等相關準備工作而設的辦公室；該辦公室於1997年6月30日隨香港特別行政區政府成立而完成其任務。
董建華於2002年當選連任第二屆香港行政長官，而曾蔭權於2005年自動當選第二屆香港行政長官補選選舉以填補已請辭行政長官職務的董建華，以及當選連任第三屆香港行政長官，因此沒有設立候任行政長官辦公室的實際需要。
曾蔭權於2012年6月30日完成其任期，在此前需選舉新一任行政長官；基於確保政府換屆時交接順利以及候任行政長官相關準備工作，當局於2012年1月向立法會提出在選出新的行政長官後設立候任行政長官辦公室的建議。候任行政長官辦公室於2012年3月19日成立，位於中區政府合署西座12樓，是香港特區政府成立後首次設立；由財經事務及庫務局副秘書長（庫務）劉焱出任該辦公室秘書長。隨著梁振英於2012年3月25日以689票當選為第四屆香港行政長官，候任行政長官辦公室因其當選而於翌日起運作至同年6月30日。候任行政長官辦公室設有主管、秘書長、私人秘書、副私人秘書和新聞秘書共四名首長級人員以及21名非首長級人員。
梁振英於2016年12月9日宣佈不會競逐連任，政府於2017年1月向立法會提出於中環冠君大廈9樓設立候任行政長官辦公室，在第五任行政長官當選後正式運作，至2017年6月30日結束。由於需要向外租用辦公室，開支預算由上一次的八百多萬港元上升至約四千萬港元。
林鄭月娥於2022年4月4日宣佈不會競逐連任，政府於5月3日宣布於香港灣仔告士打道入境事務大樓26樓設立候任行政長官辦公室，委任行政署長鄭鍾偉為辦公室祕書長，在第六任行政長官當選後正式運作，至2022年6月30日結束。

## 歷任首長

#### 候任行政長官
- 董建華（1996年12月11日—1997年6月30日）
- 曾蔭权（未設候任辦公室，即時就任）
- 梁振英（2012年3月25日—6月30日）
- 林鄭月娥（2017年3月26日—6月30日）
- 李家超（2022年5月8日—6月30日）

#### 候任行政長官辦公室主任
- 羅范椒芬（1997年1月—6月30日、2012年4月20日—6月30日）
- 陳國基（2017年5月4日—6月30日）

#### 政策統籌局局長
- 孫明揚（1997年1月—6月30日）

#### 秘書長
- 刘焱（2012年3月19日—6月30日）
- 丁葉燕薇（2017年3月20日—6月30日）
- 鄭鍾偉（2022年5月3日—6月30日）